# AMX-56 Leclerc
Xe tăng Leclerc (phiên âm: Lơ-cle) được chế tạo bởi 'Giat Industries, hiện nay là Nexter, Pháp. AMX-56 được đặt tên theo tướng quân Philippe Leclerc de Hauteclocque. Ông đã từng chỉ huy và dẫn đầu Sư đoàn tăng thiết giáp số 2  (2e DB) của Lực lượng giải phóng Pháp tiến về Paris trong những trận đánh giải phóng Pháp, đang bị Phát xít Đức chiếm đóng trong Chiến tranh thế giới thứ hai. Cái tên AMX-56 (vốn rất phổ biến) thật ra là không chính xác.
Bắt đầu phục vụ trong quân đội Pháp từ năm 1992 và Lực lượng Vũ trang Abu Dhabi của Các Tiểu vương quốc Ả Rập Thống nhất (UAE) từ năm 1995. Xe tăng Lelerc MK2 được cải tiến hệ thống phần mềm và hệ thống điều khiển động cơ và đã đưa vào sản xuất vào năm 1998.
Hiện tại, quân đội Pháp có gần 300 xe tăng Leclerc đang phục vụ và vào tháng 11/2001 đặt mua thêm 52 chiếc nữa trong tổng số 406 chiếc. Dự kiến hoàn tất việc giao hàng vào năm 2006. 390 tăng và 46 xe bọc thép hỗ trợ đã được đặt bởi UAE, việc chuyển giao đã hoàn tất vào tháng 5 năm 2004.
Trong cuộc tập trận Ngọn giáo sắt, tháng 10 năm 2019, xe tăng Leclerc thuộc Tiểu đoàn Liên quân Chiến thuật Lynx 6 (S-GTIA) đã tham gia một cuộc tập trận liên liên minh và vượt qua M1A2 Abrams của Mỹ, Leopard 2 của Đức, Tây Ban Nha và Na Uy, Ariete của Ý và P91 của Ba Lan.

## Lịch sử phát triển
Năm 1964, các nghiên cứu đã được bắt đầu về một phương tiện có thể thay thế cho xe tăng chiến đấu chủ lực AMX-30: Engin Principal Prospectif. Năm 1971, trước sự thua kém của AMX 30 so với thế hệ xe tăng mới của Liên Xô sắp được giới thiệu, Direction des Armements Terrestres đã ra lệnh bắt đầu dự án Char Futur. Năm 1975, một ủy ban làm việc được thành lập để thống nhất vào năm 1977 về một danh sách các thông số kỹ thuật. Tuy nhiên, vào tháng 2 năm 1980, một Biên bản ghi nhớ đã được ký với Tây Đức liên quan đến việc cùng phát triển MBT, được gọi là Napoléon I ở Pháp và Kampfpanzer III ở Đức. Những bất đồng cơ bản về cấu hình mong muốn của nó đã dẫn đến sự thất bại của hợp tác này vào tháng 12 năm 1982. Có thông báo rằng một xe tăng chiến đấu thuần túy của Pháp sẽ được phát triển, được gọi là "EPC" (Engin Principal de Combat). Việc nhập khẩu các thiết bị nước ngoài như M1 Abrams, Leopard 2 hay Merkava đã được nghiên cứu và từ chối.
Ngược lại với hầu hết các chương trình của phương Tây thời đó, người ta đã cân nhắc nhiều đến việc bảo vệ chủ động, bên cạnh việc bảo vệ bị động, nhằm hạn chế khối lượng tổng thể của phương tiện. Khả năng cơ động để né tránh hỏa lực và hệ thống điều khiển hỏa lực của đối phương được đặc biệt chú trọng. Tuy nhiên, mục tiêu thiết kế đã nêu là đạt được ít nhất gấp đôi khả năng bảo vệ chống lại sự xâm nhập KE so với mức đạt được trong các MBT hiện tại của hạng cân năm mươi tấn, mức sau chỉ ra ở mức tương đương khoảng 400 mm RHA, mức cao hơn ở đồng thời bảo vệ khỏi các điện tích định hình

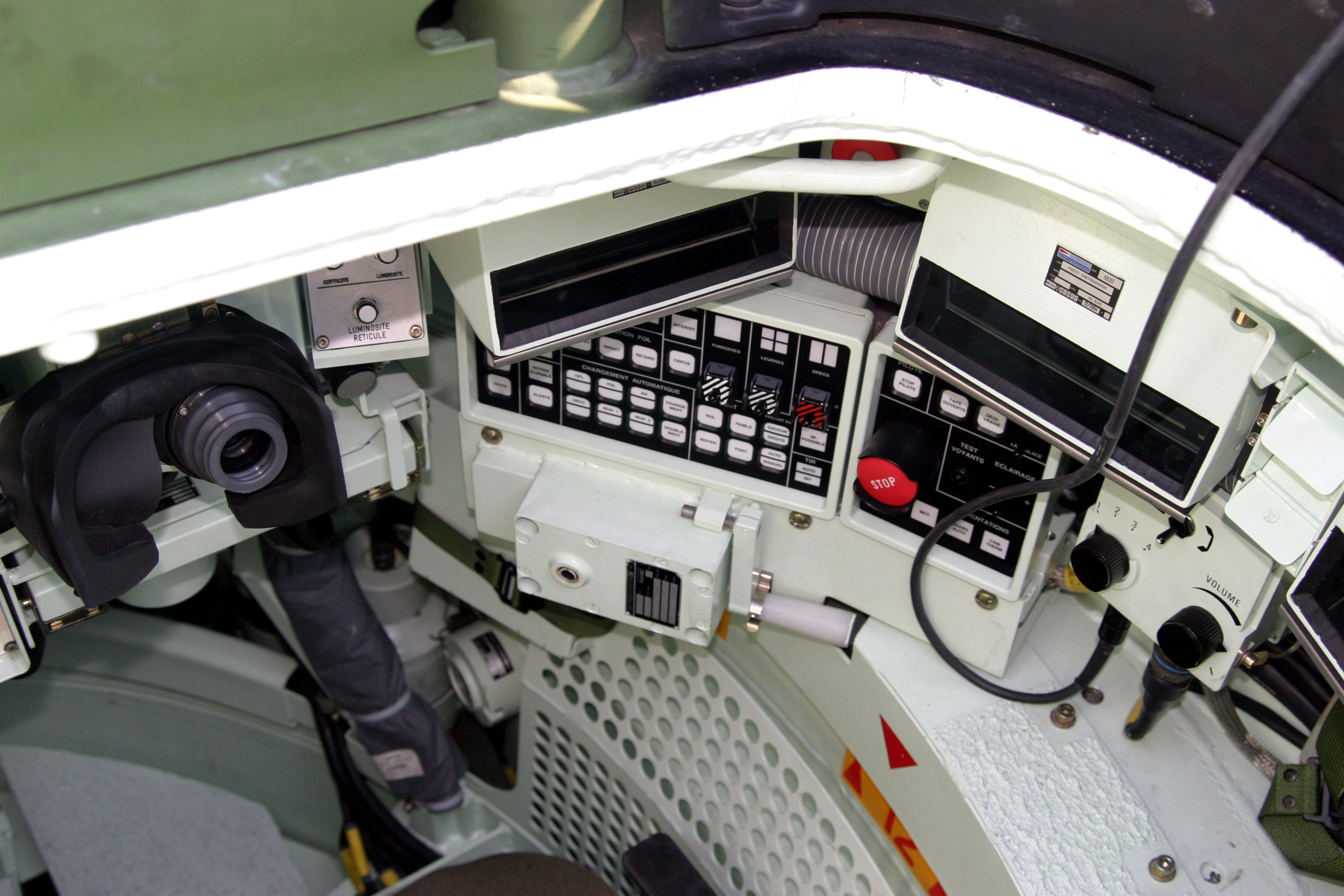
Vị trí xạ thủ, nhìn từ nóc tháp pháo

Xuất khẩu cho đối tác nước ngoài để hạn chế chi phí cho mỗi đơn vị, và điều này được thể hiện khi Các Tiểu vương quốc Ả Rập Thống nhất đặt mua 436 chiếc, bổ sung vào 426 chiếc đã được lên kế hoạch cho Quân đội Pháp.
Năm 1986, dự án được bắt đầu với tên gọi "Leclerc", sáu nguyên mẫu được chế tạo nhanh chóng. Việc sản xuất hàng loạt bắt đầu vào năm 1990 với 4 chiếc lô thứ 1, được sử dụng chủ yếu cho các thử nghiệm so sánh ở nước ngoài. 17 chiếc thuộc lô thứ 2 đã được xuất xưởng, với những cải tiến trong tháp pháo và vỏ giáp. Các đơn vị này được xác định có vấn đề ở động cơ và hệ thống treo, và nhanh chóng được cho nghỉ hưu. Lô thứ 3 tiếp theo với một số cải tiến và đã được sử dụng để xác định học thuyết sử dụng và hướng dẫn.
Lô thứ 4 và 5 được chế tạo tốt hơn, loại bỏ các vấn đề thường xuyên xảy ra trong máy phát điện và vẫn đang được sử dụng sau khi được trang bị lại vào cuối những năm 1990. Loạt thứ hai bắt đầu với Lô thứ 6, với một hệ thống kiểm soát khí hậu bổ sung ở phía sau bên phải của tháp pháo. Lô thứ 7 đã giới thiệu một hệ thống truyền dẫn tới xe chỉ huy và một hệ thống dữ liệu cho khả năng hiển thị tức thời về trạng thái của tất cả các xe tăng chiến đấu và các mục tiêu đã thu được. Nó cũng kết hợp những cải tiến nhỏ trong tấm che mặt. Lô thứ 8 là sự hiện đại hóa hệ thống điện tử và Lô thứ 9 đã thay thế hệ thống ảnh nhiệt ATHOS  bằng SAGEM Iris với độ phân giải tốt hơn.
Tất cả các lô trước sẽ được hiện đại hóa theo tiêu chuẩn của Lô thứ 9 từ năm 2005. Năm 2004, Lô thứ 10 được giới thiệu, tích hợp các hệ thống thông tin mới có thể chia sẻ về việc bố trí các đơn vị đối phương và độ thiện chiến của chúng cho tất cả các phương tiện trên chiến trường, và một gói áo giáp mới. Đây là sự khởi đầu của loạt thứ ba gồm 96 đơn vị. Đến năm 2007, 355 xe tăng lẽ ra đã được đưa vào hoạt động, 320 chiếc trong số đó được chế tạo và hợp nhất thành 4 trung đoàn, mỗi trung đoàn có 80 xe Leclerc.
Tính đến năm 2010, sau khi đánh giá phòng thủ của Pháp, mỗi trung đoàn trong số bốn trung đoàn đã vận hành 60 xe tăng Leclerc trong tổng số 240 chiếc trong các đơn vị hoạt động; với 100 chiếc dự trữ sẵn sàng chiến đấu. Do cắt giảm tài chính, chỉ có 254 xe tăng hoạt động đầy đủ trong năm 2011.
Bốn trung đoàn bao gồm:
- 1e régiment de chasseurs đóng quân gần Verdun, một phần của Lữ đoàn thiết giáp số 7
- 4e régiment de dragon đóng tại Carnoux-en-Provence, một phần của Lữ đoàn thiết giáp số 7
- 12e régiment de cuirassiers đóng tại Olivet, một phần của Lữ đoàn Thiết giáp số 2
- 501e régiment de chars de chiến đấu đóng tại Mourbage-le-Grand, Lữ đoàn thiết giáp số 2

## Thiết kế

### Vũ khí

#### Vũ khí chính

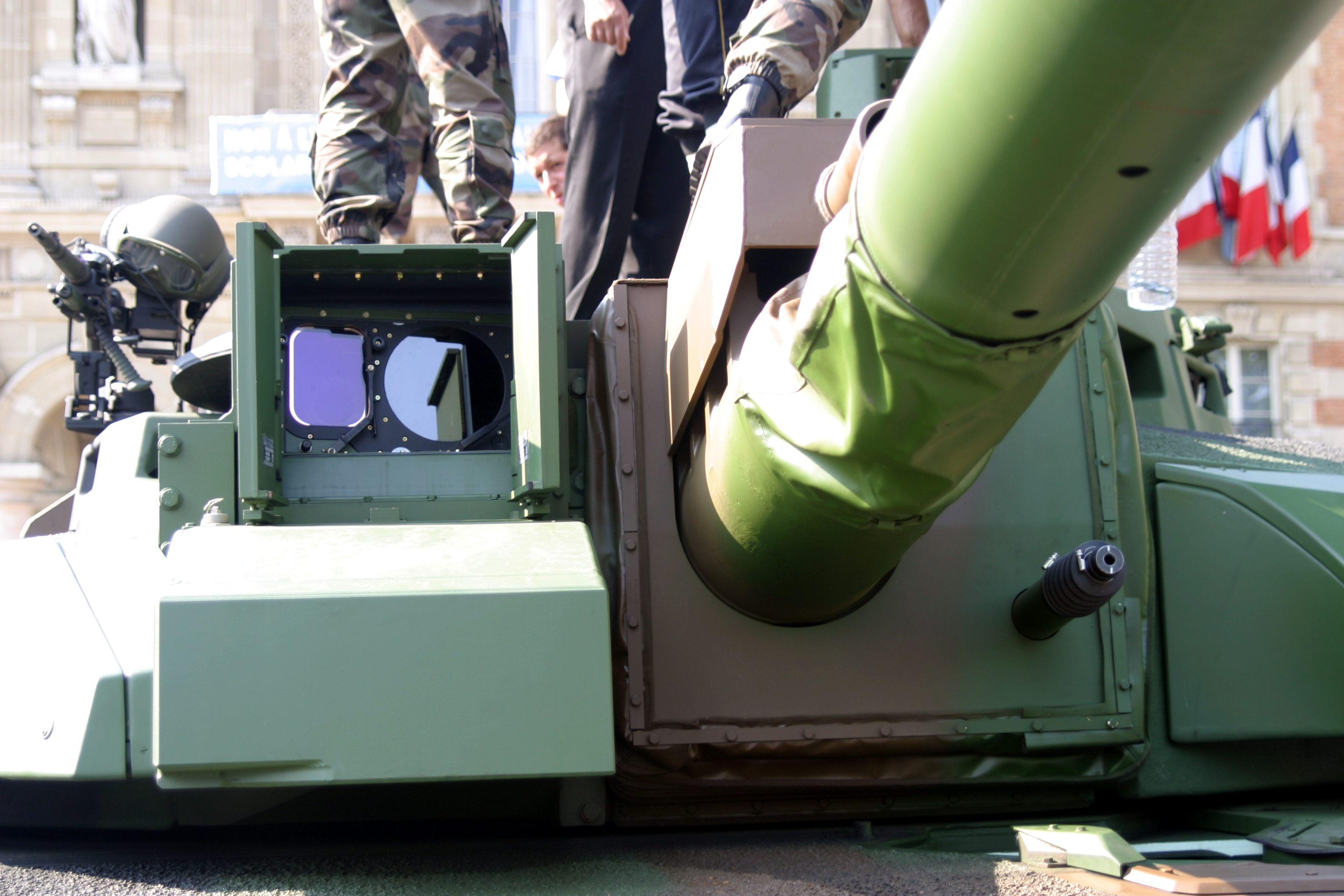
Cận cảnh mặt trước của tháp pháo; có thể nhìn thấy súng máy đồng trục 12,7; mm bên dưới và bên hông của súng chính 120 mm

Leclerc được trang bị súng nòng trơn 120 mm modèle F1 do kho vũ khí của Bourges (EFAB) thiết kế dưới tên gọi CN120-26. Nòng của nó dài 52 calibres thay vì 44 calibres thường thấy trên hầu hết các xe tăng chiến đấu chủ lực cùng thế hệ với nó khiến cho viên đạn có sơ tốc đầu nòng cao hơn.
Modèle F1 tương thích với các loại đạn 120x570mm NATO. Súng này có ống dẫn nhiệt bằng hợp kim magnesi và cơ chế nạp đạn tự động. Nâng nòng (+ 20 °), hạ nòng (-8 °) và quay tháp pháo (360 °) được cung cấp năng lượng bằng điện. Leclerc EMAT được Quân đội Pháp sử dụng dựa vào áp suất quá áp của khoang để hút khói trong khi Leclerc đã nhiệt đới hóa của UAE sử dụng hệ thống hút khói bằng khí nén.

#### Nạp đạn tự động
Nằm bên trong tháp pháo, bộ nạp đạn tự động được đặt tên là CHA (tiếng Pháp: CHargement Automatique, "nạp đạn tự động") và được thiết kế bởi Creusot-Loire Industrie. Bản thân bộ nạp tự động nặng 500 kg (rỗng) và có tổng thể tích 1,68 m3 (1,40 x 2,40 x 0,50 m). Trong trường hợp của đạn dược phát nổ, các vụ cháy được huyệtngăn lại bởi hai tấm chắn.